# Ванчуга
Ванчуга — река в России, протекает в Судогодском районе Владимирской области. Устье реки находится в 23 км по левому берегу реки Войнинга. Длина реки составляет 20 км, площадь водосборного бассейна — 84,7 км².
Исток реки у деревни Бучково в 15 км к юго-западу от Судогды. Река течёт на северо-восток, протекает деревни Авдотьино, Пегасово, Цветково, Сорокино, Костино, Степачево. Крупнейший приток — Осиновка (правый). Впадает в Войнингу в двух километрах к юго-западу от города Судогда.

## Данные водного реестра
По данным государственного водного реестра России относится к Окскому бассейновому округу, водохозяйственный участок реки — Клязьма от города Владимир до города Ковров, без реки Нерль, речной подбассейн реки — бассейны притоков Оки от Мокши до впадения в Волгу. Речной бассейн реки — Ока.
Код объекта в государственном водном реестре — 09010300912110000032899.
Впадают реки (км от устья)
- 9,4 км: река Осиновка

## Экологическое состояние
С декабря 2011 г. по апрель 2012 г. вблизи деревни Тимофеевская велась вырубка леса, вывоз древесины происходил через русло реки и вызвал разрушение почвы. В январе 2013 г. вблизи деревень Ильино и Бурлыгино вырубался лес в водоохранной зоне.